# Cubulco
Cubulco är en kommunhuvudort i Guatemala.   Den ligger i departementet Departamento de Baja Verapaz, i den centrala delen av landet, 60 km norr om huvudstaden Guatemala City. Cubulco ligger 1 092 meter över havet och antalet invånare är 9 753.
Terrängen runt Cubulco är huvudsakligen kuperad, men åt nordost är den bergig. Runt Cubulco är det ganska tätbefolkat, med 90 invånare per kvadratkilometer. Närmaste större samhälle är San Miguel Chicaj, 20,0 km öster om Cubulco. I omgivningarna runt Cubulco växer huvudsakligen savannskog.